# Первые пятицентовые монеты США
Первые 5-центовые монеты США — монеты США номиналом в 5 центов, которые чеканились с перерывами с 1792 по 1805 годы. На аверсе монеты изображён бюст женщины, символизирующей Свободу, а на реверсе белоголовый орлан — геральдический символ США. Несмотря на относительно небольшой тираж (более 260 тысяч) существует множество разновидностей данных монет.

## История
Создание 5-центовых монет было законодательно закреплено монетным актом 1792 года. Отчеканенные в том же году 1500 пробных монет стали первыми монетами США. Из них на сегодняшний день сохранилось не более 250 экземпляров.
В 1794–1795 годах выпускались монеты, созданные гравёром Робертом Скотом. На аверсе находилось изображение Свободы с распущенными волосами, а на реверсе белоголовый орлан — геральдический символ США с расправленными крыльями. Дизайн монеты был неудачен и вызывал критические высказывания. Так, в одном из писем того времени встречается высказывание:

Ничто не может быть негодней: ничего не значащая дурацкая голова на одной стороне, и что-то похожее на индейку на другой. О позор, позор, позор!
Оригинальный текст (англ.)Nothing can be more wretched: an unmeaning fool's head on one side, and something that resembles a turkey cock on the other. Oh, shame, shame, shame!

В 1796 году в качестве модели для изображения Свободы был взят портрет Анны Виллинг Бинхем, считавшейся одной из самых красивых женщин США, кисти знаменитого художника Гилберта Стюарта. В последующем также было заменено изображение орлана.
На монетах 1794 года вокруг изображения Свободы располагалось 15 звёзд, по числу штатов на момент выпуска. В последующем, при вхождении в состав США нового штата, звёзд стало 16, а затем их количество было уменьшено до 13 — числа первых штатов, образовавших независимое государство.

## Тираж
Все монеты данного типа чеканились на монетном дворе Филадельфии.
| Год       | Тираж       |
| --------- | ----------- |
| 1792      | около 1 500 |
| 1794–1795 | 86 416      |
| 1796      | 10 230      |
| 1797      | 44 527      |
| 1800      | 40 000      |
| 1801      | 27 760      |
| 1802      | 3 060       |
| 1803      | 37 850      |
| 1805      | 15 600      |

Суммарный тираж монеты составляет более 260 тысяч экземпляров.